# آراگواتینز
آراگواتینز (به پرتغالی: Araguatins) یک منطقهٔ مسکونی در برزیل است که در توکانتینس واقع شده‌است. آراگواتینز ۲٬۶۲۷٫۲۸ کیلومتر مربع مساحت و ۳۶٬۱۷۰ نفر جمعیت دارد و ۱۰۳ متر بالاتر از سطح دریا واقع شده‌است.